# Jung Jin-sun
Jung Jin-sun, (coreano:정 진선) (Hwaseong, 24 gennaio 1984), è uno schermidore sudcoreano, specializzato nella spada.

## Palmarès
In carriera ha conseguito i seguenti risultati:
- Giochi olimpici

Londra 2012: bronzo nella spada individuale.
- Mondiali

Kazan' 2014: argento nella spada individuale.
Wuxi 2018: argento nella spada a squadre.